# Диво (город)
Диво́ (фр. Divo) — город на юге Кот-д’Ивуара. Административный центр области Сюд-Бандама, а также одноимённого департамента.

## Географическое положение
Город находится в северной части области, к востоку от реки Бубо, на расстоянии приблизительно 105 километров к юго-юго-западу (SSW) от столицы страны Ямусукро. Абсолютная высота — 148 метров над уровнем моря.

## Население
По данным переписи 1988 года численность населения города составляла 72 494 человек.
Динамика численности населения города по годам:
| 1975   | 1988   | 2012    |
| ------ | ------ | ------- |
| 35 610 | 72 494 | 147 379 |

## Транспорт
Ближайший аэропорт расположен в городе Ганьоа.